# Корона (Калифорнија)
Корона (енгл. Corona) град је у америчкој савезној држави Калифорнија. По попису становништва из 2010. у њему је живело 152.374 становника.

## Демографија
Према попису становништва из 2010. у граду је живело 152.374 становника, што је 27.408 (21,9%) становника више него 2000. године.
|                   | 2010.            | 2000.            |
| Укупно            | 152 374 (100,0%) | 124 966 (100,0%) |
| Хиспаноамериканци | 66 447 (43,61%)  | 44 569 (35,66%)  |
| Белци             | 58 087 (38,12%)  | 58 784 (47,04%)  |
| Азијати           | 15 048 (9,876%)  | 9 425 (7,542%)   |
| Афроамериканци    | 8 934 (5,863%)   | 8 031 (6,427%)   |
| Остали            | 3 858 (2,532%)   | 4 157 (3,327%)   |

## Партнерски градови
- Гоцу